# Hanouty
Hanouty était une enseigne marocaine spécialisée dans le commerce de proximité, filiale du groupe Finance Com.
Le premier magasin avait ouvert ses portes le 27 avril 2007 au quartier Anfa à Casablanca.
Le réseau de Hanouty n'a pas dépassé 130 magasins, et a finalement cessé son activité en 2011

## Réseau
Le modèle de distribution de l'enseigne consistait en un développement sous forme de supérettes en libre-service à mi-chemin entre l’épicerie et le supermarché. L'extension du réseau se fait en partie sous forme de franchises.
En 2007, l'entreprise annonce l'ouverture de 100 points de vente au Maroc en prévoyant l'ouverture de 500 magasins en 2007 et 2000 magasins en 2008.
À la base du projet, les promoteurs avaient prévu d'élargir le réseau de l'enseigne à 3 000 magasins à fin 2009. Malheureusement, le réseau de distribution n'a pas dépassé les 130 magasins.
En 2011, le spécialiste du commerce de proximité, Hanouty, annonce la fermeture de ses points de vente à la suite de la dégradation progressive de ses résultats financiers. Hanouty a rencontré plusieurs difficultés avec ses franchisés et a rencontré des problèmes d’endettement auprès de la BMCE Bank, l'actionnariat du groupe.

## Actionnaires
- Finance Com : 100 %